# NGC 6558
NGC 6558 (другие обозначения — GCL 89, ESO 456-SC62) — шаровое скопление, расположенное на расстоянии около 24 000 световых лет от Земли в созвездии Стрельца. Скопление было обнаружено в 1784 году астрономом Уильямом Гершелем при помощи 18,7-дюймового телескопа.
Этот объект входит в число перечисленных в оригинальной редакции «Нового общего каталога».